# Йедан, Мусса
Мусса́ Йеда́н (фр. Moussa Yedan; 20 июля 1989, Бобо-Диуласо, Буркина-Фасо) — буркинийский футболист, полузащитник клуба «Рахимо» и сборной Буркина-Фасо.

## Карьера

### Клубная
Мусса начал заниматься футболом в клубе «Этуаль Филант». В составе клуба из Уагадугу Йедан провёл четыре сезона, в 2011 году полузащитник стал обладателем кубка Буркина-Фасо.
В начале 2013 года Мусса перешёл из буркинийского клуба в «Котон Спорт». В составе камерунской команды Йедан участвовал в играх Лиги чемпионов КАФ и дошёл до полуфинала турнира, где «Котон Спорт» уступил «Аль-Ахли» в серии послематчевых пенальти.
12 ноября 2013 года было объявлено о переходе полузащитника в египетский «Аль-Ахли». Игрок подписал контракт на 3,5 года. В январе 2014 года буркиниец провёл первую встречу в чемпионате Египта против ЕНППИ. В конце января 2015 года Мусса покинул «Аль-Ахли» и перешёл в саудовский клуб «Аль-Оруба». Спустя полгода, проведя только 6 матчей в чемпионате Саудовской Аравии, Йедан возвратился в Египет, подписав контракт с «Харас Эль-Ходуд».

### В сборной
В сборной Буркина-Фасо полузащитник дебютировал в 2012 году в товарищеской встрече со сборной Бенина.
В декабре 2014 года Мусса вошёл в окончательный состав сборной Буркина-Фасо на Кубок африканских наций 2015. На африканском первенстве Йедан не сыграл ни в одном матче.
| Матчи Мусса Йедана за сборную Буркина-Фасо |                 |                                       |          |      |      |                                                  |
| №                                          | Дата            | Место проведения                      | Соперник | Счёт | Голы | Соревнование                                     |
| ------------------------------------------ | --------------- | ------------------------------------- | -------- | ---- | ---- | ------------------------------------------------ |
| 1                                          | 26 мая 2012     | Стад ду 4 Аут, Уагадугу, Буркина-Фасо | Бенин    | 2:2  | —    | Товарищеский матч                                |
| 2                                          | 15 октября 2014 | Стад ду 4 Аут, Уагадугу, Буркина-Фасо | Габон    | 1:1  | —    | Кубок африканских наций 2015 (отборочный турнир) |
| 3                                          | 15 ноября 2014  | Сетсото Стэдиум, Масеру, Лесото       | Лесото   | 1:0  | —    | Кубок африканских наций 2015 (отборочный турнир) |
| 4                                          | 19 ноября 2014  | Стад ду 4 Аут, Уагадугу, Буркина-Фасо | Ангола   | 1:1  | —    | Кубок африканских наций 2015 (отборочный турнир) |
| 5                                          | 13 января 2015  | Мбомбела, Нелспрейт, ЮАР              | Ботсвана | 2:0  | —    | Товарищеский матч                                |

Итого: 5 матчей / 0 голов; 2 победы, 3 ничьих, 0 поражений.